# Anker Jørgensen
Anker Henrik Jørgensen (født 13. juli 1922 i København, død 20. marts 2016 sammesteds) var en dansk socialdemokratisk politiker, lagerarbejder, fagforeningsformand, partiformand, statsminister og udenrigsminister.

## Liv
Anker Henrik Jørgensen blev født 13. juli 1922 i København som søn af kusk Johannes Albert Jørgensen og rengøringsdame Karen Marie Jørgensen. Allerede som toårig (1924) blev han faderløs og som femårig (1928) forældreløs, da forældrene døde af tuberkulose. Han voksede op hos sin faster, tobaksarbejderske Karla Marie Sofie Jacobsen (f.1890 – d.1975), og onkel, som var chauffør på Christianshavn.
Han blev elev på "Det Kongelige Vajsenhus" og gik i skole til 7. klasse. Så var han arbejdsdreng, bud og lagerarbejder på FDB's papirlager i Njalsgade på Islands Brygge kun afbrudt af værnepligt. Han tog præliminæreksamen på aftenkursus 1949.

### Privat
Han blev gift 1948 med Ingrid Kvist Pedersen (f.1922 – d. 1997), datter af værkfører Søren Pedersen og hustru Krestine Pedersen fra Pindstrup på Djursland. Hun døde i 1997 af en form for muskelsvind (Amyotrofisk lateral sklerose), og siden var Anker Jørgensen aktiv i støtten til Muskelsvindfonden.
Ingrid og Anker Jørgensen fik fire børn (heriblandt sønnen Peter), og parret boede hele deres liv i Sydhavnen. I begyndelsen af 2008 flyttede Anker Jørgensen på plejehjemmet Plejebo fra lejligheden på Borgbjergsvej 1, hvor flere statsoverhoveder lagde turen forbi 3. sal til venstre. Som statsminister sagde han nej tak til at bo på Marienborg.
Anker Jørgensen sov stille ind den 20. marts 2016 med sine nærmeste omkring sig. Han blev bisat den 2. april fra Grundtvigs Kirke på Bispebjerg og blev ved en privat ceremoni den 30. april stedt til hvile ved siden af sin hustru på deres fælles gravsted på Vestre Kirkegård. Gravstenen er, udover navne og årstal, påført Anker Jørgensens signatur.

### Modstandsarbejde
Under Besættelsen aftjente Anker Jørgensen sin værnepligt. Først forrettede han tjeneste ved Telegrafregimentet på Svanemøllens Kaserne i Hellerup. I juli 1943 blev han overført til Gardehusarregimentet, og under det tyske angreb på de danske kaserner den 29. august 1943 var Jørgensen indkvarteret på Gardehusarkasernen i Næstved. Sammen med den senere berømte trompetist Knud Hovaldt var Anker Jørgensen med i en kort træfning på ca. 30 minutter med de tyske tropper.
Mandskabet blev interneret, men det lykkedes ham at udsmugle en pistol til modstandsbevægelsen. Da han efter seks uger kom på fri fod, gik han ind i modstandsbevægelsen i København i en militærgruppe, som han blev leder af. Ved Gribskov modtog den illegale gruppe våben og ammunition, som på lastbiler blev kørt til hovedstaden og samlet i et våbenlager på loftet over Toftegaard Bio i Valby. Biografdirektør Kai Holm var også modstandsmand. Fra Valby blev våben distribueret til små depoter på privatadresser.
Anker Jørgensens militærgruppe fik i marts 1945 besked om at beslaglægge et større kartotek over værnemagere fra Handelsministeriet på Sankt Annæ Plads. Aktionen fandt sted lørdag den 24. marts og involverede ni medlemmer af gruppen. Anker Jørgensen stod for at genne ministeriets ca. 30 ansatte sammen i et lokale og holde dem op med sin politipistol, mens resten af gruppen fragtede arkivet ned på et par lastbiler i gården. Kartoteket indgik senere i Retsopgøret efter besættelsen.
Den 26. april 1945 skulle Anker Jørgensens gruppe flytte nogle våbendepoter, og gruppen havde aftalt at samles ved Nørreport Station. Gruppen nåede dog ikke at blive fuldtallig, for en Gestapo-enhed på fem mand dukkede op og krævede at visitere de ventende. Der opstod skyderi mellem modstandsfolk og tyskere, og i ildkampen blev flere såret, deriblandt Anker Jørgensens ven og kollega fra papirafdelingen i FDB Svend Aage Hedman Hansen. Gestapo førte den hårdt sårede Svend Aage Hedman Hansen til Nyelandsvejens Lazaret og så til Vestre Fængsel, hvor han døde dagen efter. Anker Jørgensens skrev i sin dagbog:
| Citat | Torsdag den 26. April. Svend Aage og Svend Olaf Lange og Ernst Arleth er i dag dødeligt saarede ved Ildkamp med Gestapo … jeg tog straks til Sortedamsdosseringen og tømte det Lager af Vaaben der fandtes der. Lørdag den 28. April. Jeg kan ikke faa ind i mit Hoved at S. Aa. er død. Da jeg fik det at vide rystede jeg over hele Kroppen … | Citat |
|       | |       |

Efter Befrielsen i maj 1945 måtte Anker Jørgensen identificere hans lig, der var begravet på henrettelsespladsen i Ryvangen, som senere blev omdannet til Mindelunden i Ryvangen, hvor der findes en mindetavle. Familien foretrak at få Hedman Hansen begravet på Solbjerg Parkkirkegård, hvor Anker Jørgensen holdt en bevægende tale over sin kammerat, der ofrede sit liv for frihedskampen. 40 år senere – den 4. maj 1985 - talte Anker Jørgensen ved en mindegudstjeneste i Frederiksholm Kirke. Han mindedes kampen for frihed, de faldne modstandsfolk og sin kammerat Svend Aage Hedman Hansen:
| Citat | Svend Aage spekulerede meget på, hvordan Danmark ville se ud efter befrielsen … Vejen er så lang til fred og frihed. Men vi mennesker må rejse os og gøre vejen kortere - inden det er for sent. | Citat |
|       | |       |

Andre opgaver for modstandsgruppen efter Befrielsen bestod i arrestation af formodede stikkere og værnemagere samt bevogtning af Dagmarhus, værnemagtens hovedkvarter, og området omkring Paladsteatret.
I tiden efter Befrielsen optrådte Jørgensen som talsmand for sine soldaterkammerater. Han mødtes i den anledning med den nye forsvarsminister Ole Bjørn Kraft og socialminister Hans Hedtoft for at forbedre de sociale forhold for de ekstra indkaldte til Forsvaret.

## Politisk karriere
Anker Jørgensen gennemgik de gængse socialdemokratiske trin i DUI og DSU og blev tidligt politisk aktiv. I 1950 blev han næstformand i Lager- og Pakhusarbejdernes Forbund, i 1956 dets formand. I 1962 blev han formand for Transportgruppen og i 1968 formand for Dansk Arbejdsmands- og Specialarbejderforbund, som siden blev til SID (Specialarbejderforbundet i Danmark).
Han var medlem af Københavns Borgerrepræsentation 1961-64 og blev i 1964 valgt til Folketinget, hvor han lagde sig på socialdemokratiets venstrefløj. Han forblev medlem af Folketinget frem til folketingsvalget i 1994.
Anker Jørgensen var formand for Socialdemokraterne fra 1973 til 1987, hvor han blev afløst af Svend Auken.
I 1986 og 1991 var han præsident for Nordisk Råd.
I Anker Jørgensens regeringstid blev Lønmodtagernes Dyrtidsfond oprettet og efterlønnen indført, ligesom Anker Jørgensen selv lagde stor vægt på genforhandlingen med A.P. Møller om statens andel i olieindtægterne fra Nordsøen.
Anker Jørgensen besøgte i 1990 Irak og diktator Saddam Hussein, der brugte Anker til at vise omverdenen, at han ikke ville de danske gidsler noget ondt, hvorefter de blev frigivet. Nu holdt Anker Jørgensen sig fra at udtale sig om Golfkrigen.
Anker blev bl.a. kendt som "Jern-Anker" (efter Bo Bojesens tegninger).

### Regeringslederen
Anker Jørgensen blev overraskende statsminister i 1972 som efterfølger for statsminister Jens Otto Krag, der stoppede sin politiske karriere dagen efter folkeafstemningen om EF.
Ved valget i 1973, hvor Fremskridtspartiet og Centrum-Demokraterne omtegnede det politiske landkort, måtte Anker Jørgensen give op. Han dannede siden fire regeringer mellem 1975 og 1982 og var desuden udenrigsminister i to måneder i 1978 efter K.B. Andersens afgang. Den 3. september 1982 trådte han tilbage uden at udskrive valg, og han blev den 10. september afløst af Poul Schlüter.

### Den økonomiske politik og Anker Jørgensens eftermæle
Blandt nationaløkonomer er det en udbredt opfattelse, at den økonomiske politik, som blev ført under Anker Jørgensen, ikke var tilstrækkelig til at løse de økonomiske problemer, som perioden var rig på. Den kedelige lære af 1970'erne var, at man ikke uden videre kunne løse problemet med stigende ledighed ved hjælp af den patentmedicin i form af ekspansiv finanspolitik, som man mente at være i besiddelse af. Ligeledes viste valutapolitikken i form af gentagne devalueringer sig at være en kortsigtet løsning, der forværrede de langsigtede balanceproblemer i økonomien.
Tidligere overvismand, professor Niels Kærgård har sammenlignet Anker Jørgensens politik med statsminister Anders Fogh Rasmussens:
 Da Anker Jørgensen gik af i 1982, var renten over 15 procent, inflationen over 10 procent og arbejdsløsheden over 300.000. Da Fogh Rasmussen i 2009 trådte tilbage, var økonomien på vej ud i den mest omfattende finansielle krise siden 1930erne, og arbejdsløsheden steg med uhørt hast. [...] Årsagerne til, at de to statsministres regeringer kom så galt af sted, var i øvrigt meget parallelle. Begge stod over for nogle problemer, som krævede et opgør med etablerede, populære synspunkter, der var uforenelige med de økonomiske realiteter. For Anker Jørgensen var det først og fremmest dogmet om, at den fulde beskæftigelse stod over alle andre målsætninger, og at den kunne opretholdes uden drastiske reformer på arbejdsmarkedet, f.eks. afskaffelse af den automatiske dyrtidsregulering.

Kærgård anfører dog, at Anker Jørgensen regerede i en udfordrende opbrudstid med et meget ideologisk splittet Folketing, men betoner samtidig, at Jørgensen fik kompetent rådgivning af finansminister Knud Heinesen, noget, som Fogh Rasmussen ikke syntes at have, ifølge Kærgård.
Dog var det Anker Jørgensen, der fra 1975 genoptog indkomstpolitikken, som de borgerlige partier stemte ned i 1967. Jørgensen tog det første opgør med den automatiske dyrtidsregulering, fra 1975 gennem indefrysning af dyrtidsportioner og fra 1979 ved at holde de stigende energipriser uden for reguleringen.
Ifølge historikeren Balder Asmussen var Anker Jørgensens økonomiske politik præget af omskiftelighed grundet de tilbagevendende økonomiske kriser og dæmrende erkendelse af krisernes dybde. I Anker Jørgensens første regeringsperiode (1972-73) blev finanspolitikken strammet. Ifølge Asmussen blev denne politik videreført af Poul Hartlings venstreregering (1973-75), indtil stigende arbejdsløshed (grundet første oliekrise) foranledigede et skift til lempelig finanspolitik.
Den lempelige finanspolitik blev videreført af Anker Jørgensen, da han dannede regering i februar 1975. Politikken bevirkede, at beskæftigelsen steg, men medførte også stigende betalingsbalanceunderskud og heraf afledt udlandsgæld. Denne virkning var forudset, men man havde angiveligt regnet med, at effekten ville blive modvirket af et internationalt opsving og heraf stigende eksport, hvilket ikke skete.[kilde mangler]
Da man i stedet fik et nyt tilbageslag i den anden oliekrise i 1979, valgte man en samlet set stram økonomisk politik samt en devalueringsstrategi. Mens de finanspolitiske stramninger øgede ledigheden, medførte devalueringerne på kort sigt en konkurrenceevneforbedring, der forbedrede såvel betalingsbalancen som beskæftigelsen. Prisen var imidlertid (ud over faldende realløn) højere inflation, der efterhånden eliminerede gevinsten igen.[kilde mangler]
Stramningerne, forstærket af det internationale tilbageslag i forbindelse med den anden oliekrise, medførte stigende ledighed. Arbejdsløsheden steg uafbrudt fra 1978 til 1983. Det førte til stigende underskud på statens finanser og dermed stigende statsgæld, der yderligere blev forværret at det høje renteniveau. Samtidig medførte oliekrisen yderligere prisstigninger, og den automatiske dyrtidsregulering var med til at presse inflationen mere permanent op.[kilde mangler]
Periodens økonomiske problemer blev sat i relief med et berømt citat af Knud Heinesen. Få dage efter at han var afgået som finansminister for at blive socialdemokratisk gruppeformand, udtalte han i tv den 28. oktober 1979: "Nogle fremstiller det, som om vi kører på kanten af afgrunden. Det gør vi ikke, men vi har kurs imod den, og vi kan se den." Knud Heinesen sigtede dermed til en frygt for, at Danmark indenfor 2-3 år ville kunne blive sat under økonomisk administration af internationale långivere, hvis man ikke afgørende fik ændret den økonomiske politik.
I 1981 blev eksporten for første gang siden 1958 større end importen og handelsbalancen dermed positiv, men udlandsgælden vedblev at stige og statsfinanserne blev stadigt ringere. Under indtryk af denne dobbelte gældskrise valgte Anker Jørgensen at demissionere i 1982, idet han ikke kunne finde fodslag om en løsning med hverken fagbevægelsen eller sine samarbejdspartnere i Folketinget (midterpartierne, især Det radikale Venstre). Herefter tiltrådte en borgerlig regering.[kilde mangler]
Sammenfattende var situationen omkring årsskiftet 1982/83, at dansk økonomi stod med betydelige balanceproblemer i form af lav vækst, høj arbejdsløshed og høj inflation samtidig med store underskud på betalingsbalancens løbende poster og de offentlige finanser. Asmussen anfører dog, at dansk økonomi i de nærmestfølgende år fik en vis gavn af den konkurrenceevneforbedring, som Anker Jørgensens økonomiske politik havde afstedkommet.
De skuffende erfaringer fra 1970'erne dannede baggrund for, at den økonomiske politik blev omlagt i begyndelsen af 1980'erne i retning af større vægt på strukturpolitik og dermed et mere langsigtet perspektiv.

### Politiske overskrifter
18. november 1980 - Anker Jørgensen er citeret for på denne dag at sige, at nu må A.P. Møller komme med et antageligt tilbud for at afstå firmaets olierettigheder i Nordsøen, såfremt firmaet bag rettighederne DUC vil vil undgå et lovindgreb
12. december 1980 - efter at forhandlingerne om den danske Nordsøolie, mellem A. P. Møller og den danske regeringen er brudt sammen, er Anker Jørgensen citeret for at sige: "Der er ikke mere at mødes om"
16. december 1980 - foreslår Anker Jørgensen, at man efter et halvt års arbejdsløshed, skal have beskæftigelse til garantibetaling, hvor staten bidrager med en del af lønnen

## Priser
- 1970 – PH-prisen
- 1974 – Dansk Kvindesamfunds Mathildeprisen
- 1991 – Drassows Legat
- 1993 – Jytte-prisen
- 1994 – LO's kulturpris
- 2007 – 1. maj udsendtes en hyldest-cd DE STØRSTE ER DE SMÅ – sange til Anker med Diverse kunstnere.
- 2007 – Æresmedlem DSU
- 2009 – iBYEN PRiSEN – Årets Københavner – Læserafstemning blandt Politiken's iByen / iBYEN.dk's læsere.[20]
- 2009 – Peter Sabroe Klubbens Hæderspris

## Udvalgt bibliografi
- Fra mine dagbøger. 3 bind. Fremad, 1989-1990. ISBN 87-557-1543-5; ISBN 87-557-1544-3:
  1. 1972-1975: Bølgegang;
  2. 1975-1977: I smult vande;
  3. 1978-1982: Brændingen.
- Fra Christianshavn til Christiansborg: erindringer 1922-1972, Fremad, 1994. ISBN 87-557-1832-9.

## Udvalgt litteratur
- Alex Frank Larsen, Anker : mennesket, magten, meningerne, Gyldendal, 1999. ISBN 87-00-35446-5.
- Hans Lyngby Jepsen, Anker Jørgensen – menneske og politiker, Lindhardt og Ringhof, 1998. ISBN 87-595-1052-8.
- Thomas Thurah, Anker Jørgensen – Min verden fortalt i billeder, Gyldendal, 2010. ISBN 978-87-02-09393-3.